# フォービデン・ゾーン
『フォービデン・ゾーン』(Forbidden Zone) は、1980年に製作されたリチャード・エルフマン監督のカルトミュージカルコメディ映画である。

## 概要
奇才リチャード・エルフマンが製作した本作は、20年以上たった今もなお本国アメリカにおいて多くのカルト映画ファンから支持されている異色ミュージカルコメディ映画である。その人気のすごさから日本では2005年に吉祥寺や渋谷の映画館でリバイバル上映が行われ、DVDも発売された。
ティム・バートン監督などの映画で音楽を手掛ける映画音楽家でありリチャードの弟であるダニー・エルフマンは、本作において音楽家デビュー。また、彼の率いるカルト・ロック・バンドの「オインゴ・ボインゴ」出演もしており、独特な音楽を披露している。全体的に低予算のチープな作りになっているのだが、そのチープな雰囲気とアニメーションを取り入れた手法が更に映画を盛り上げており、完成度の高いカルト映画として高い評価を得た。
共同制作者で、出演もしたマリー=パスカル・エルフマンは、リチャードの当時の妻。

## あらすじ
カリフォルニア州、ヴェニス。とある一軒家に引っ越してきたヘラクレス一家。一見ごく普通の一軒家なのだが、その家の地下には決して開けてはならない“扉”が存在する。その扉はその先に存在する六次元の世界“フォービデン・ゾーン”への入口だった。しかしそんなこととはつゆ知らず、その家の娘であるフレンチー（マリー=パスカル・エルフマン）が扉を開け、向こうの世界へ入り込んでしまった。そこは小人の王様ファウスト（エルヴェ・ヴィルシェーズ）と威圧感全開の王妃ドリス（スーザン・ティレル）らが統治する罪と快楽の国だった。
フレンチーはファウストから一目惚れされたことから、ドリスの反感を買ってしまい薄暗い牢獄へ繋がれてしまう。同じころ兄のフラッシュ（フィル・ゴードン）と祖父（ハイマン・ダイアモンド）らが行方不明になったフレンチーを救うためにフォービデン・ゾーンへ向かっていた。父親（ジーン・カニンガム）も勤務先のタール工場が煙草のせいで大爆発を起こし、フォービデン・ゾーンへ向かった。
さらにはタキシードを着たカエルやサタン、変な歌を唄う双子なども登場し、フォービデン・ゾーンは修羅場と化すのだった。

## スタッフ・キャスト

### キャスト
- ファウスト王：エルヴェ・ヴィルシェーズ
- 王妃ドリス：スーザン・ティレル
- フレンチー：マリー=パスカル・エルフマン
- プリンセス：ジゼル・リンドリー
- フラッシュ：フィル・ゴードン
- 父：ジーン・カニンガム
- 祖父：ハイマン・ダイアモンド
- サタン：ダニー・エルフマン
- スクィージット：マシュー・ブライト
- スクィージットの父：ジョー・スピネル
- サタンの手下：オインゴ・ボインゴ

### スタッフ
- 監督：リチャード・エルフマン
- 製作：マリー=パスカル・エルフマン、リチャード・エルフマン、ほか
- 脚本：マシュー・ブライト、リチャード・エルフマン、ほか
- 音楽：ダニー・エルフマン
- 撮影：グレゴリー・サンドール
- 編集：ニック・ジェームズ、マーティン・ニコルソン
- アニメーション：ジョン・ムトー
- 美術：デイヴィッド・M・ワックラー